# Cultura di Piano Conte
La cultura di Piano Conte è una cultura dell'Eneolitico siciliano, sviluppatasi nell'isola di Lipari e nel resto delle Eolie.
La ceramica prodotta da questa facies era decorata con solchi concentrici. Modesta è invece l'attività nella lavorazione del rame. Reperti riferibili alla cultura di Piano Conte sono stati rintracciati a Pontecagnano, nell'Alto Cilento e nella grotta dell'Ausino (Castelcivita).
Alla cultura di Piano Conte segue quella di Piano Quartara.